# Olympique Magrane
 (février 2025).
Actualités
L'Olympique Magrane (en arabe : أولمبيك المقرن), plus couramment abrégé en O Magrane ou simplement OM, est un club algérien de football fondé en 1967, et basé dans la ville de Magrane, dans la wilaya d'El Oued,,,.

## Histoire
En 2023, le club réalise une énorme prestation en décrochant une accession historique en deuxième division algérienne (D2) en terminant premier de son groupe (D3/groupe sud-est 2022/23).
La saison suivante, le club réussit à se maintenir dans l’antichambre de l’élite pour une saison supplémentaire.